# Brekkestø
58°11′41″N 8°20′50″Ø / 58.194721°N 8.347125°Ø
Brekkestø, er en uthavn på Skagerrakkysten, idyllisk beliggende på Justøy i Lillesand kommune i Agder fylke i Norge. I dag er den gamle havn et populært feriested. Brekkestø regnes ikke som by af SSB.
I sejlskibstiden var Brekkestø en travl havn for skibe som måtte vente på god sejlvind eller søgte ly for uvejr. I en beskrivelse af den norske kyst fra 1790'erne omtales havnen i Brekkestøe på Sydsiden av Just-Øe. Det er egentlig en dobbelt havn, og der er to løb som fører ind til dem. I det østre løb kommer man til den indre havn, og der kan små fregatter komme ind. Den indre havn er 3 til 4 fod dyb, skibene ligger svinebundet og havnen er godt beskyttet mod vejr og bølger. I ydre havn er der 13 – 17 fods dybde og sandbund. Store fregatter fik plads i denne havn. Gode fortøjninger til land er vigtige i sydøstlig vind.
Brekkestø har et godt bevaret bygningsmiljø med træarkitektur fra sejlskibstiden.